# Sværdborg Sogn
Sværdborg Sogn 
ist eine Kirchspielsgemeinde (dän.: Sogn)
im Süden der Insel Sjælland im südlichen Dänemark.
Bis 1970 gehörte sie zur Harde Hammer Herred im damaligen Præstø Amt, danach zur Vordingborg Kommune im Storstrøms Amt, die im Zuge der  Kommunalreform zum 1. Januar 2007 in der „neuen“ Vordingborg Kommune in der Region Sjælland aufgegangen ist.
Im Kirchspiel leben 1035 Einwohner (Stand: 1. Januar 2023).
Im Kirchspiel liegt die Kirche „Sværdborg Kirke“.
Nachbargemeinden sind im Nordwesten Køng Sogn, im Norden Lundby Sogn, im Osten Udby Sogn, im Südosten Ørslev Sogn und im Süden Kastrup Sogn.